# هوبو
هوبو (باللغة الكورية: 휴보، يطلق عليه أيضا KHR-3) روبرت إنساني يستطيع المشي مكون من رأس مثبت على إطار ثنائي من الحجم البشري تم تطويره من قبل المعهد الكوري المتقدم للعلوم والتكنولوجيا (KAIST) وإصداره في 6 يناير 2005.
صرح البروفيسور أوه جون هو، مخترع هوبو في جلسه عامه في إيكرا في عام 2012 بعنوان "مخطط التنمية للروبوت البشري: هوبو الثاني" أن هوبو هو مجرد اسم وليس اختصارا لعباره ما.
يمتلك هوبو القدرة على التعرف على الأصوات ومقاطع الأصوات فضلا عن رؤية متطورة يستطيع فيها تحريك عيناه بشكل مستقل عن بعضها البعض.

## النماذج
لا تمتلك كوريا الجنوبية تاريخ كبير في هندسة الروبوتات حيث بدأ المعهد الكوري المتقدم للعلوم والتكنولوجيا رحلته في عام 2000، بقيادة البروفيسور أوه جون هو. في عام 2001، تم اطلاق النموذج الأول KHR-0، المتكون من قدمين بدون جسم علوي. في عام 2003، تم اطلاق النسخة المطورة KHR-1 حيث تمت إضافة الجسم العلوي لكن بدون رأس أو أيدي التي تمت إضافتهم في عام 2004 في نموذج KHR-2.

### نموذج هوبو KHR-3
تشابهت المواصفات المادية لKHR-3 كالطول والوزن ودرجة الحرية مع روبوت أسيمو لشركة هوندا، والتي كانت بمثابة معيار للمشروع. أما من حيث الذكاء الاصطناعي والحركات، لم يتوافق هوبو مع الجيل الجديد لأسيمو والذي تم الكشف عنه بعد ثلاثة أشهر.
يستطيع هوبو المشي بسرعة 1.25 كم/ ساعة، في حين يستطيع أسيمو السير بسرعة 2.5 كم/ ساعة والجري بسرعة 3 كم/ ساعة. تميز أيضا عن هوبو في استطاعته صعود وهبوط الدرج. لاحظ باحثو KAIST، أن هوبو يستطيع لعب كيا- بيا- بو (النسخة الكورية من حجر-ورق-مقص) وهو أمر مستحيل بالنسبة لأسيمو لعدم قدرة أصابعها أن تتحرك بشكل مستقل عن بعضها البعض.

### ألبرت هوبو
في نوفمبر 2005، أصدرت كلا من المعهد الكوري المتقدم للعلوم والتكنولوجيا ، كوريا ودالاس، شركة هانسون روبوتكس أول رأس أندرويد في العالم مُثبت على إطار بالحجم الطبيعي يستطيع المشي في قمة أبيك في سيول بكوريا. اعتمد مصممي هوبو على تصميم KHR-3 في طريقة المشي والحركة في حين كانت الرأس على شكل الفيزيائي الراحل ألبرت أينشتاين.
يستطيع الروبوت التحدث وتغطية مجموعة واسعة من تعبيرات الوجه الطبيعية من تصميم فيليب ديك.

### جايمي هوبو/ هوبو 2
في الفترة ما بين عامي 2008- 2009، بدأ العمل على تطوير روبوت هوبو لجعل تصميمه الخارجي أقل نحافه بهيكل داخلي من الألومنيوم وإطار من البولي كاربونيت ليصبح الربوت بذلك أقل وزنا بنسبة 20% عن سابقيه وأطول.
أما تحركاته فكانت أكثر واقعيه مع استطاعه الذراعين الحركة أسرع وقدرة الساقين على تقليد المشي البشري في البداية وتطويره لتستهلك طاقة أقل. كما تم تحسين سرعة المشي لتصل إلى 1.5 كم/ ساعة والركض بسرعة 3.0 كم/ ساعة (لكنها تعتبر مع ذلك أبطأ بكثير من نموذج أسيمو الجديد الذي تبلغ سرعته 9.0 كم/ ساعة).

## المواصفات
|                     | KHR-0 (2001) | KHR-1 (2002) | KHR-2 (2004) | HUBO (KHR-3) (2005) | ألبرت هوبو (2005) | هوبو 2 (KHR-4) (2008) | هوبو 2 بلس (2011) |
| ------------------- | ------------ | ------------ | ------------ | ------------------- | ----------------- | --------------------- | ----------------- |
| الوزن               | 29 كجم       | 48 كجم       | 56 كجم       | 56 كجم              | 57 كجم            | 45 كجم                | 43 كجم            |
| الطول               | 110 سم       | 120 سم       | 120 سم       | 125 سم              | 137 سم            | 125 سم                | 130 سم            |
| سعر المشي           | -            | 1.0 كم/ ساعة | 1.2 كم/ ساعة | 1.25 كم/ ساعة       | 1.25 كم/ ساعة     | 1.5 كم/ ساعة          | 1.5 كم/ ساعة      |
| وقت التشغيل المستمر | -            | -            | -            | 60 دقيقة            | 60 دقيقة          | 120 دقيقة             | 130 دقيقة         |
| درجات الحرية        | 12           |              | 41           | 41                  | 66                | 41                    | 38                |

## تحدي داربا للربوتات
شارك هوبو في فريق المعهد الكوري المتقدم للعلوم والتكنولوجيا وفاز في نهائيات تحدي داربا في 6 يونيو 2015، بعد قدرته على التحول من روبوت سائر على قدمين إلى روبوت يتدحرج على 4 عجلات عن طريق ثني ركبتيه واستخدام العجلات المدمجة بها.

## وصلات خارجية
- هوبو في الصحافة الكورية.
- هوبو- ذا كوريان تايمز.
- ألبرت هوبو من تصميم ديفيد هانسون- المعهد الكوري المتقدم للعلوم والتكنولوجيا.